# Bezzia umlalazia
Bezzia umlalazia är en tvåvingeart som beskrevs av Meillon 1940. Bezzia umlalazia ingår i släktet Bezzia och familjen svidknott. Inga underarter finns listade i Catalogue of Life.